# Cantón de Neuilly-le-Réal
El cantón de Neuilly-le-Réal era una división administrativa francesa que estaba situada en el departamento de Allier y la región de Auvernia.

## Composición
El cantón estaba formado por Nueve comunas:
- Bessay-sur-Allier
- Chapeau
- Gouise
- La Ferté-Hauterive
- Mercy
- Montbeugny
- Neuilly-le-Réal
- Saint-Gérand-de-Vaux
- Saint-Voir

## Supresión del cantón de Neuilly-le-Réal
En aplicación del Decreto nº 2014-265, de 27 de febrero de 2014, el cantón de Neuilly-le-Réal fue suprimido el 22 de marzo de 2015 y sus 9 comunas pasaron a formar parte del nuevo cantón de Moulins-2.